# فهرست اندام‌های بدن انسان

## دستگاه عضلانی-اسکلتی
- اسکلت انسان
- مفصل‌ها
- رباطها
- دستگاه ماهیچه ای
  - تاندونها
  - ماهیچه‌ها

## دستگاه گوارش
- دهان
  - دندان‌ها
  - زبان
- غدد بزاقی
  - غده پاروتید
  - غدە تحت فکی
  - غده زیرزبانی
- حلق
- مری
- معده
- روده کوچک
  - دوازدهه
  - ژژونوم
  - ایلئوم
- روده بزرگ
  - سکوم
  - کولون
  - رکتوم
- کبد
  - کیسه صفرا
- پانکراس
- زبان کوچک

## دستگاه تنفس
- راه هوایی
- حفره بینی
- حلق
- حنجره
- نای
- برونش‌ها
- نایژک ها
- ریه‌ها
- دیافراگم

## دستگاه ادراری
- کلیه‌ها
- حالب‌ها
- مثانه
- پیشابراه

## دستگاه تناسلی

### دستگاه تناسلی زنان
- اندام‌های جنسی داخلی
  - تخمدانها
  - لوله‌های فالوپ
  - رحم
  - واژن
- اندام‌های جنسی خارجی
  - فرج
  - کلیتوریس
- جفت

### دستگاه تناسلی مردان
- اندام‌های جنسی داخلی
  - بیضه‌ها
  - اپیدیدیم
  - وار دفران
  - کیسه‌های منی
  - پروستات
  - غدد بولبی-پیشابراهی
- اندام‌های جنسی خارجی
  - پی
  - اسکروتوم

## غده درون‌ریز
- هیپوفیز
- غده صنوبری
- غده تیرویید
- غدد پاراتیرویید
- غدد فوق کلیه
- پانکراس

## دستگاه گردش خون

### دستگاه قلبی-عروقی
- قلب
- شریان‌ها
- وریدها
- مویرگ‌ها

### دستگاه لنفاوی
- رگ لنفاوی
- گره لنفاوی
- مغز استخوان
- تیموس
- طحال

## دستگاه عصبی

### دستگاه عصبی مرکزی
- مغز
  - نیمکره‌های مغز
  - دیانسفال
- ساقه مغز
  - مغز میانی
  - پل مغزی
  - بصل النخاع
- مخچه
- طناب نخاعی
- دستگاه بطنی
  - شبکه کوروئید

### دستگاه عصبی محیطی
- عصبها
  - اعصاب جمجمه ای
  - اعصاب نخاعی

### اندام‌های حسی
- چشم
  - قرنیه
  - عنبیه
  - جسم مژگانی
  - عدسی
  - شبکیه
- گوش
  - گوش خارجی
    - لاله گوش

  - پرده صماخ
  - گوش میانی
    - استخوانچه های گوش

  - گوش داخلی
    - حلزون
    - دهلیز گوش
    - مجاری نیمدایره
- اپیتلیوم بویایی
- زبان
  - جوانه‌های چشایی

## دستگاه پوششی
- - بافت زیرجلدی
- غدد شیری